# Awksenti Rapawa
Awksenti Narikis dze Rapawa (gruz. ავქსენტი ნარიკის ძე რაფავა; ros. Авксентий Нарикиевич Рапава, Awksientij Narikijewicz Rapawa; ur. 22 kwietnia?/4 maja 1899 we wsi Korccheli w Megrelii, zm. 15 listopada 1955 w Tbilisi) – funkcjonariusz NKWD, generał porucznik, ludowy komisarz spraw wewnętrznych Gruzińskiej SRR (1938-1941 i 1941-1943), minister sprawiedliwości Gruzińskiej SRR (1948-1951), minister kontroli państwowej Gruzińskiej SRR (1953).

## Życiorys
Ukończył seminarium duchowne w Kutaisi i zaocznie uniwersytet w Tyflisie, 1919 wstąpił do RKP(b). Został wcielony do gruzińskiej armii, z której wkrótce zdezerterował. Ukrywał się do momentu zbrojnej aneksji Gruzji przez Rosję radziecką, 1921-1923 propagandzista w miejskim komitecie partii komunistycznej w Tyflisie. Kierownik wydziału propagandy i agitacji komitetu Komsomołu w Zugdidi, później powiatowego komitetu partyjnego w Zugdidi. 1924-1927 pełnomocnik wydziału OGPU, zastępca naczelnika, a 1927-1929 naczelnik Wydziału Samodzielnego OGPU Gruzińskiej SRR, 1929-1930 szef Zarządu Administracyjno-Organizacyjnego OGPU przy Radzie Ministrów Gruzińskiej SRR, 1930-1931 przewodniczący OGPU w Adżarii. 1930-1931 szef 37 Oddziału Pogranicznego OGPU w Batumi, 1931-1933 zastępca przewodniczącego OGPU Gruzińskiej SRR. 1933-1935 szef Wydziału Drogowo-Transportowego OGPU/NKWD Kolei Zakaukaskiej, 1935-1936 szef Wydziału Transportu Zarządu Bezpieczeństwa Państwowego Ludowego Komisariatu Spraw Wewnętrznych Zakaukaskiej FSRR, 1936-1937 zastępca ludowego komisarza spraw wewnętrznych tej republiki i równocześnie szef Wydziału III Zarządu Bezpieczeństwa Państwowego w Ludowym Komisariacie Spraw Wewnętrznych Gruzińskiej SRR. 1937-1938 przewodniczący Centralnego Komitetu Wykonawczego (CIK) Abchaskiej ASRR, od 14 lipca 1937 do 30 listopada 1938 przewodniczący Rady Komisarzy Ludowych tej republiki. 13 stycznia 1936 mianowany starszym majorem, a 14 marca 1940 komisarzem bezpieczeństwa państwowego III rangi. Od 19 grudnia 1938 do 26 lutego 1941 ludowy komisarz spraw wewnętrznych Gruzińskiej SRR; ponownie na tym stanowisku od 31 lipca 1941 do 7 maja 1943. Od 7 maja 1943 do 12 stycznia 1948 ludowy komisarz/minister bezpieczeństwa państwowego Gruzińskiej SRR. Od 9 lipca 1945 generał porucznik. Od stycznia 1948 do listopada 1951 minister sprawiedliwości Gruzińskiej SRR. W listopadzie 1951 aresztowany w związku ze "sprawą megrelską", w kwietniu 1953 zwolniony i 15 kwietnia 1953 mianowany ministrem kontroli państwowej Gruzińskiej SRR. 15 lipca 1953 usunięty ze stanowiska, 2 dni potem ponownie aresztowany, 19 września 1953 skazany po procesie w Tbilisi przez Kolegium Wojskowe Sądu Najwyższego ZSRR na karę śmierci, następnie rozstrzelany. Nie został zrehabilitowany.

## Odznaczenia
- Order Lenina (22 lipca 1937)
- Order Czerwonego Sztandaru (3 listopada 1944)
- Order Czerwonego Sztandaru Pracy (24 lutego 1941)
- Order Suworowa II klasy (8 marca 1944)
- Order Wojny Ojczyźnianej I klasy (dwukrotnie - 3 grudnia 1944 i 24 lutego 1946)
- Order Czerwonej Gwiazdy (26 kwietnia 1940)
- Order Czerwonego Sztandaru Gruzińskiej SRR (12 kwietnia 1931)
- Odznaka "Honorowy Funkcjonariusz Czeki/OGPU (XV)" (20 grudnia 1932)